# XIV Governo Constitucional de Portugal
O XIV Governo Constitucional de Portugal tomou posse a 25 de outubro de 1999, sendo chefiado por António Guterres e constituído pelo Partido Socialista, com base nos resultados das eleições de 10 de outubro de 1999. Terminou o seu mandato a 6 de abril de 2002, devido à demissão do Primeiro-Ministro.
O XIV Governo Constitucional contava com o apoio parlamentar de 115 deputados à Assembleia da República, o que tecnicamente impedia a aprovação de uma moção de censura.

## Composição

### Ministros[2]
A sua constituição era a seguinte:
Legenda de cores
| Cargo                                                          | Detentor | Detentor                                         | Detentor | Período                                         |
| -------------------------------------------------------------- | -------- | ------------------------------------------------ | -------- | ----------------------------------------------- |
| Primeiro-Ministro                                              |          | António Guterres (1949–)                         |          | 25 de outubro de 1999 a 6 de abril de 2002      |
| Ministro de Estado                                             |          | Jaime Gama (1947–)                               |          | 25 de outubro de 1999 a 6 de abril de 2002      |
| Ministro de Estado                                             |          | Jorge Coelho (1954–2021)                         |          | 10 de setembro de 2000 a 10 de março de 2001    |
| Ministro dos Negócios Estrangeiros                             |          | Jaime Gama (1947–)                               |          | 25 de outubro de 1999 a 6 de abril de 2002      |
| Ministro da Presidência                                        |          | Jorge Coelho (1954–2021)                         |          | 25 de outubro de 1999 a 14 de setembro de 2000  |
| Ministro da Presidência                                        |          | Guilherme d'Oliveira Martins (1952–)             |          | 14 de setembro de 2000 a 6 de abril de 2002     |
| Ministro do Equipamento Social                                 |          | Jorge Coelho (1954–2021)                         |          | 25 de outubro de 1999 a 10 de março de 2001     |
| Ministro do Equipamento Social                                 |          | Eduardo Ferro Rodrigues (1949–)                  |          | 10 de março de 2001 a 23 de janeiro de 2002     |
| Ministro do Equipamento Social                                 |          | José Sócrates (por delegação de funções) (1957–) |          | 23 de janeiro de 2002 a 6 de abril de 2002      |
| Ministro da Defesa Nacional                                    |          | Júlio Castro Caldas (1943–2020)                  |          | 25 de outubro de 1999 a 3 de julho de 2001      |
| Ministro da Defesa Nacional                                    |          | Rui Pena (1939–2018)                             |          | 3 de julho de 2001 a 6 de abril de 2002         |
| Ministro-Adjunto                                               |          | Fernando Gomes (1946–)                           |          | 25 de outubro de 1999 a 14 de setembro de 2000  |
| Ministro da Administração Interna                              |          | Fernando Gomes (1946–)                           |          | 25 de outubro de 1999 a 14 de setembro de 2000  |
| Ministro da Administração Interna                              |          | Nuno Severiano Teixeira (1957–)                  |          | 14 de setembro de 2000 a 6 de abril de 2002     |
| Ministro das Finanças                                          |          | Joaquim Pina Moura (1952–2020)                   |          | 25 de outubro de 1999 a 3 de julho de 2001      |
| Ministro das Finanças                                          |          | Guilherme d'Oliveira Martins (1952–)             |          | 3 de julho de 2001 a 6 de abril de 2002         |
| Ministro da Economia                                           |          | Joaquim Pina Moura (1952–2020)                   |          | 25 de outubro de 1999 a 14 de setembro de 2000  |
| Ministro da Economia                                           |          | Mário Cristina de Sousa (1946–)                  |          | 14 de setembro de 2000 a 3 de julho de 2001     |
| Ministro da Economia                                           |          | Luís Braga da Cruz (1942–)                       |          | 3 de julho de 2001 a 6 de abril de 2002         |
| Ministro do Trabalho e da Solidariedade                        |          | Eduardo Ferro Rodrigues (1949–)                  |          | 25 de outubro de 1999 a 10 de março de 2001     |
| Ministro do Trabalho e da Solidariedade                        |          | Paulo Pedroso (1965–)                            |          | 10 de março de 2001 a 6 de abril de 2002        |
| Ministro da Justiça                                            |          | António Costa (1961–)                            |          | 25 de outubro de 1999 a 6 de abril de 2002      |
| Ministra do Planeamento                                        |          | Elisa Ferreira (1955–)                           |          | 25 de outubro de 1999 a 6 de abril de 2002      |
| Ministro da Agricultura, do Desenvolvimento Rural e das Pescas |          | Luís Capoulas Santos (1951–)                     |          | 25 de outubro de 1999 a 6 de abril de 2002      |
| Ministro da Educação                                           |          | Guilherme d'Oliveira Martins (1952–)             |          | 25 de outubro de 1999 a 14 de setembro de 2000  |
| Ministro da Educação                                           |          | Augusto Santos Silva (1956–)                     |          | 14 de setembro de 2000 a 3 de julho de 2001     |
| Ministro da Educação                                           |          | Júlio Pedrosa (1945–)                            |          | 3 de julho de 2001 a 6 de abril de 2002         |
| Ministro da Saúde                                              |          | Manuela Arcanjo (1954–)                          |          | 25 de outubro de 1999 a 3 de julho de 2001      |
| Ministro da Saúde                                              |          | António Correia de Campos (1942–)                |          | 3 de julho de 2001 a 6 de abril de 2002         |
| Ministro do Ambiente e do Ordenamento do Território            |          | José Sócrates (1957–)                            |          | 25 de outubro de 1999 a 6 de abril de 2002      |
| Ministro da Cultura                                            |          | Manuel Maria Carrilho (1951–)                    |          | 25 de outubro de 1999 a 12 de julho de 2000     |
| Ministro da Cultura                                            |          | José Sasportes (1937–)                           |          | 12 de julho de 2000 a 3 de julho de 2001        |
| Ministro da Cultura                                            |          | Augusto Santos Silva (1956–)                     |          | 3 de julho de 2001 a 6 de abril de 2002         |
| Ministro da Ciência e Tecnologia                               |          | Mariano Gago (1948–2015)                         |          | 25 de outubro de 1999 a 6 de abril de 2002      |
| Ministro da Reforma do Estado e da Administração Pública       |          | Alberto Martins (1945–)                          |          | 25 de outubro de 1999 a 6 de abril de 2002      |
| Ministra para a Igualdade                                      |          | Maria de Belém Roseira (1949–)                   |          | 25 de outubro de 1999 a 14 de setembro de 2000  |
| Ministro-Adjunto do Primeiro-Ministro                          |          | Armando Vara (1954–)                             |          | 25 de outubro de 1999 a 14 de setembro de 2000  |
| Ministro-Adjunto do Primeiro-Ministro                          |          | António José Seguro (1962–)                      |          | 3 de julho de 2001 a 6 de abril de 2002         |
| Ministro da Juventude e do Desporto                            |          | Armando Vara (1954–)                             |          | 14 de setembro de 2000 a 18 de dezembro de 2000 |
| Ministro da Juventude e do Desporto                            |          | José Lello (1944–2016)                           |          | 18 de dezembro de 2000 a 6 de abril de 2002     |

### Secretários de Estado[2]
| Dependência                                                   | Cargo                                                                           | Detentor                          | Período                                         |
| ------------------------------------------------------------- | ------------------------------------------------------------------------------- | --------------------------------- | ----------------------------------------------- |
| Presidência do Conselho de Ministros                          | Secretário de Estado da Presidência do Conselho de Ministros                    | Vitalino Canas                    | 25 de outubro de 1999 a 6 de abril de 2002      |
| Presidência do Conselho de Ministros                          | Secretário de Estado do Desporto                                                | Vasco Lynce                       | 28 de outubro de 1999 a 14 de setembro de 2000  |
| Presidência do Conselho de Ministros                          | Secretário de Estado da Administração Local                                     | José Augusto de Carvalho          | 28 de outubro de 1999 a 14 de setembro de 2000  |
| Presidência do Conselho de Ministros                          | Secretário de Estado dos Assuntos Parlamentares                                 | Fausto Correia                    | 28 de outubro de 1999 a 14 de setembro de 2000  |
| Presidência do Conselho de Ministros                          | Secretário de Estado dos Assuntos Parlamentares                                 | José Magalhães                    | 18 de setembro de 2000 a 6 de abril de 2002     |
| Presidência do Conselho de Ministros                          | Secretário de Estado da Comunicação Social                                      | Alberto Arons de Carvalho         | 28 de outubro de 1999 a 14 de setembro de 2000  |
| Presidência do Conselho de Ministros                          | Secretário de Estado da Comunicação Social                                      | Alberto Arons de Carvalho         | 18 de setembro de 2000 a 3 de julho de 2001     |
| Presidência do Conselho de Ministros                          | Secretário de Estado da Juventude                                               | Miguel Fontes                     | 28 de outubro de 1999 a 14 de setembro de 2000  |
| Presidência do Conselho de Ministros                          | Secretário de Estado para a Defesa do Consumidor                                | Acácio Barreiros                  | 28 de outubro de 1999 a 14 de setembro de 2000  |
| Presidência do Conselho de Ministros                          | Secretário de Estado para a Defesa do Consumidor                                | Acácio Barreiros                  | 18 de setembro de 2000 a 6 de abril de 2002     |
| Presidência do Conselho de Ministros                          | Secretário de Estado Adjunto do Ministro de Estado                              | Fausto Correia                    | 15 de setembro de 2000 a 10 de março de 2001    |
| Presidência do Conselho de Ministros                          | Secretário de Estado Adjunto do Primeiro-Ministro                               | Fausto Correia                    | 11 de março de 2001 a 6 de abril de 2002        |
| Presidência do Conselho de Ministros                          | Secretária de Estado para a Igualdade                                           | Maria do Céu Cunha Rego           | 4 de julho de 2001 a 6 de abril de 2002         |
| Ministério dos Negócios Estrangeiros                          | Secretário/a de Estado dos Assuntos Europeus                                    | Francisco Seixas da Costa         | 28 de outubro de 1999 a 10 de março de 2001     |
| Ministério dos Negócios Estrangeiros                          | Secretário/a de Estado dos Assuntos Europeus                                    | Teresa Quintela                   | 11 de março de 2001 a 6 de abril de 2002        |
| Ministério dos Negócios Estrangeiros                          | Secretário de Estado dos Negócios Estrangeiros e da Cooperação                  | Luís Amado                        | 28 de outubro de 1999 a 6 de abril de 2002      |
| Ministério dos Negócios Estrangeiros                          | Secretário de Estado das Comunidades Portuguesas                                | José Lello                        | 28 de outubro de 1999 a 19 de outubro de 2000   |
| Ministério dos Negócios Estrangeiros                          | Secretário de Estado das Comunidades Portuguesas                                | João Rui Gaspar de Almeida        | 18 de dezembro de 2000 a 6 de abril de 2002     |
| Ministério da Administração Interna                           | Secretário de Estado Adjunto do Ministro da Administração Interna               | Manuel Diogo                      | 28 de outubro de 1999 a 14 de setembro de 2000  |
| Ministério da Administração Interna                           | Secretário de Estado Adjunto do Ministro da Administração Interna               | Carlos Zorrinho                   | 18 de setembro de 2000 a 6 de abril de 2002     |
| Ministério da Administração Interna                           | Secretário de Estado da Administração Interna                                   | Luís Patrão                       | 28 de outubro de 1999 a 14 de setembro de 2000  |
| Ministério da Administração Interna                           | Secretário de Estado da Administração Interna                                   | Luís Patrão                       | 18 de setembro de 2000 a 18 de dezembro de 2000 |
| Ministério da Administração Interna                           | Secretário de Estado da Administração Interna                                   | Rui Pereira                       | 19 de dezembro de 2000 a 6 de abril de 2002     |
| Ministério do Equipamento Social                              | Secretária de Estado da Habitação                                               | Leonor Coutinho                   | 28 de outubro de 1999 a 6 de abril de 2002      |
| Ministério do Equipamento Social                              | Secretário de Estado dos Transportes                                            | Guilhermino Rodrigues             | 28 de outubro de 1999 a 10 de março de 2001     |
| Ministério do Equipamento Social                              | Secretário de Estado Adjunto e das Obras Públicas                               | Luís Parreirão                    | 28 de outubro de 1999 a 10 de março de 2001     |
| Ministério do Equipamento Social                              | Secretário de Estado da Administração Marítima e Portuária                      | Narciso Miranda                   | 28 de outubro de 1999 a 18 de setembro de 2000  |
| Ministério do Equipamento Social                              | Secretário de Estado da Administração Marítima e Portuária                      | José Junqueiro                    | 19 de setembro de 2000 a 6 de abril de 2002     |
| Ministério do Equipamento Social                              | Secretário de Estado das Obras Públicas                                         | José Vieira da Silva              | 11 de março de 2001 a 6 de abril de 2002        |
| Ministério do Equipamento Social                              | Secretário de Estado Adjunto e dos Transportes                                  | Rui Cunha                         | 11 de março de 2001 a 6 de abril de 2002        |
| Ministério das Finanças                                       | Secretário de Estado dos Assuntos Fiscais                                       | Manuel Baganha                    | 28 de outubro de 1999 a 18 de setembro de 2000  |
| Ministério das Finanças                                       | Secretário de Estado dos Assuntos Fiscais                                       | Ricardo Sá Fernandes              | 19 de setembro de 2000 a 12 de dezembro de 2000 |
| Ministério das Finanças                                       | Secretário de Estado dos Assuntos Fiscais                                       | Rogério Manuel Fernandes Ferreira | 4 de julho de 2001 a 6 de abril de 2002         |
| Ministério das Finanças                                       | Secretário de Estado do Orçamento                                               | Fernando Pacheco                  | 28 de outubro de 1999 a 18 de setembro de 2000  |
| Ministério das Finanças                                       | Secretário de Estado do Orçamento                                               | Rui Coimbra                       | 4 de julho de 2001 a 6 de abril de 2002         |
| Ministério das Finanças                                       | Secretário de Estado do Tesouro e das Finanças                                  | António Nogueira Leite            | 28 de outubro de 1999 a 18 de setembro de 2000  |
| Ministério das Finanças                                       | Secretário de Estado do Tesouro e das Finanças                                  | Manuel Baganha                    | 19 de setembro de 2000 a 3 de julho de 2001     |
| Ministério das Finanças                                       | Secretário de Estado do Tesouro e das Finanças                                  | Rodolfo Vasco Lavrador            | 4 de julho de 2001 a 6 de abril de 2002         |
| Ministério das Finanças                                       | Secretário de Estado Adjunto e do Orçamento                                     | Fernando Pacheco                  | 19 de setembro de 2000 a 3 de julho de 2001     |
| Ministério da Economia                                        | Secretário de Estado do Comércio e Serviços                                     | Osvaldo Castro                    | 28 de outubro de 1999 a 14 de setembro de 2000  |
| Ministério da Economia                                        | Secretário de Estado da Indústria e Energia                                     | Vítor Santos                      | 28 de outubro de 1999 a 14 de setembro de 2000  |
| Ministério da Economia                                        | Secretário de Estado do Turismo                                                 | Vitor Cabrita Neto                | 28 de outubro de 1999 a 14 de setembro de 2000  |
| Ministério da Economia                                        | Secretário de Estado do Turismo                                                 | Vitor Cabrita Neto                | 18 de setembro de 2000 a 6 de abril de 2002     |
| Ministério da Economia                                        | Secretário de Estado Adjunto do Ministro da Economia                            | Vitor Ramalho                     | 28 de outubro de 1999 a 14 de setembro de 2000  |
| Ministério da Economia                                        | Secretário de Estado Adjunto do Ministro da Economia                            | Vítor Santos                      | 18 de setembro de 2000 a 3 de julho de 2001     |
| Ministério da Economia                                        | Secretário de Estado Adjunto do Ministro da Economia                            | Eduardo Oliveira Fernandes        | 4 de julho de 2001 a 6 de abril de 2002         |
| Ministério da Economia                                        | Secretário de Estado das Pequenas e Médias Empresas, do Comércio e dos Serviços | Nelson de Souza                   | 18 de setembro de 2000 a 3 de julho de 2001     |
| Ministério da Economia                                        | Secretário de Estado da Indústria, Comércio e Serviços                          | Fernando Ribeiro Mendes           | 4 de julho de 2001 a 6 de abril de 2002         |
| Ministério da Defesa Nacional                                 | Secretário de Estado da Defesa Nacional                                         | José Mourato                      | 8 de fevereiro de 2000 a 14 de setembro de 2000 |
| Ministério da Defesa Nacional                                 | Secretário de Estado da Defesa Nacional                                         | Júlio Miranda Calha               | 18 de setembro de 2000 a 3 de julho de 2001     |
| Ministério da Defesa Nacional                                 | Secretário de Estado Adjunto do Ministro da Defesa Nacional                     | José Mourato                      | 18 de setembro de 2000 a 3 de julho de 2001     |
| Ministério da Justiça                                         | Secretário de Estado da Justiça                                                 | Diogo Lacerda Machado             | 28 de outubro de 1999 a 6 de abril de 2002      |
| Ministério da Justiça                                         | Secretário de Estado Adjunto do Ministro da Justiça                             | Eduardo Cabrita                   | 28 de outubro de 1999 a 6 de abril de 2002      |
| Ministério do Planeamento                                     | Secretário de Estado do Planeamento                                             | João Nuno Marques de Carvalho     | 28 de outubro de 1999 a 6 de abril de 2002      |
| Ministério do Planeamento                                     | Secretário de Estado Adjunto da Ministra do Planeamento                         | Ricardo de Magalhães              | 28 de outubro de 1999 a 6 de abril de 2002      |
| Ministério da Agricultura, Desenvolvimento Rural e das Pescas | Secretário de Estado do Desenvolvimento Rural                                   | Vitor Barros                      | 28 de outubro de 1999 a 6 de abril de 2002      |
| Ministério da Agricultura, Desenvolvimento Rural e das Pescas | Secretário de Estado dos Mercados Agrícolas e da Qualidade Alimentar            | Luís Vieira                       | 28 de outubro de 1999 a 18 de setembro de 2000  |
| Ministério da Agricultura, Desenvolvimento Rural e das Pescas | Secretário de Estado das Pescas                                                 | José Apolinário                   | 28 de outubro de 1999 a 6 de abril de 2002      |
| Ministério da Agricultura, Desenvolvimento Rural e das Pescas | Secretário de Estado da Agricultura                                             | Luís Vieira                       | 19 de setembro de 2000 a 6 de abril de 2002     |
| Ministério da Educação                                        | Secretária/o de Estado da Educação                                              | Ana Maria Benavente               | 28 de outubro de 1999 a 14 de setembro de 2000  |
| Ministério da Educação                                        | Secretária/o de Estado da Educação                                              | Ana Maria Benavente               | 18 de setembro de 2000 a 3 de julho de 2001     |
| Ministério da Educação                                        | Secretária/o de Estado da Educação                                              | João Marnoto Praia                | 4 de julho de 2001 a 6 de abril de 2002         |
| Ministério da Educação                                        | Secretário de Estado do Ensino Superior                                         | José Joaquim Dinis Reis           | 28 de outubro de 1999 a 14 de setembro de 2000  |
| Ministério da Educação                                        | Secretário de Estado do Ensino Superior                                         | José Joaquim Dinis Reis           | 18 de setembro de 2000 a 3 de julho de 2001     |
| Ministério da Educação                                        | Secretário de Estado do Ensino Superior                                         | Pedro Lourtie                     | 4 de julho de 2001 a 6 de abril de 2002         |
| Ministério da Educação                                        | Secretário/a de Estado da Administração Educativa                               | Augusto Santos Silva              | 28 de outubro de 1999 a 14 de setembro de 2000  |
| Ministério da Educação                                        | Secretário/a de Estado da Administração Educativa                               | Maria José Rau                    | 18 de setembro de 2000 a 3 de julho de 2001     |
| Ministério da Educação                                        | Secretário/a de Estado da Administração Educativa                               | Domingos Barros Fernandes         | 4 de julho de 2001 a 6 de abril de 2002         |
| Ministério da Saúde                                           | Secretário de Estado dos Recursos Humanos e da Modernização da Saúde            | Arnaldo Silva                     | 28 de outubro de 1999 a 18 de setembro de 2000  |
| Ministério da Saúde                                           | Secretário de Estado dos Recursos Humanos e da Modernização da Saúde            | Nélson Madeira Baltazar           | 19 de setembro de 2000 a 3 de julho de 2001     |
| Ministério da Saúde                                           | Secretário de Estado da Saúde                                                   | José Miguel Boquinhas             | 28 de outubro de 1999 a 3 de julho de 2001      |
| Ministério da Saúde                                           | Secretário de Estado da Saúde                                                   | Francisco Ramos                   | 4 de julho de 2001 a 6 de abril de 2002         |
| Ministério da Saúde                                           | Secretária de Estado Adjunta do Ministro da Saúde                               | Carmen Pignatelli                 | 4 de julho de 2001 a 6 de abril de 2002         |
| Ministério do Trabalho e da Solidariedade                     | Secretário de Estado da Segurança Social                                        | José Vieira da Silva              | 28 de outubro de 1999 a 10 de março de 2001     |
| Ministério do Trabalho e da Solidariedade                     | Secretário de Estado do Trabalho e da Solidariedade                             | Paulo Pedroso                     | 28 de outubro de 1999 a 10 de março de 2001     |
| Ministério do Trabalho e da Solidariedade                     | Secretário de Estado Adjunto do Ministro do Trabalho e da Solidariedade         | Rui Cunha                         | 28 de outubro de 1999 a 10 de março de 2001     |
| Ministério do Trabalho e da Solidariedade                     | Secretário de Estado da Solidariedade e Segurança Social                        | José Simões de Almeida            | 11 de março de 2001 a 6 de abril de 2002        |
| Ministério do Trabalho e da Solidariedade                     | Secretário de Estado do Trabalho e Formação                                     | António Dornelas Cysneiros        | 11 de março de 2001 a 6 de abril de 2002        |
| Ministério do Ambiente e Ordenamento do Território            | Secretário de Estado do Ordenamento do Território e da Conservação da Natureza  | Pedro Silva Pereira               | 28 de outubro de 1999 a 6 de abril de 2002      |
| Ministério do Ambiente e Ordenamento do Território            | Secretário de Estado do Ambiente                                                | Rui Nobre Gonçalves               | 28 de outubro de 1999 a 6 de abril de 2002      |
| Ministério do Ambiente e Ordenamento do Território            | Secretário de Estado da Administração Local                                     | José Augusto de Carvalho          | 18 de setembro de 2000 a 6 de abril de 2002     |
| Ministério da Cultura                                         | Secretária/o de Estado da Cultura                                               | Catarina Vaz Pinto                | 28 de outubro de 1999 a 12 de julho de 2000     |
| Ministério da Cultura                                         | Secretária/o de Estado da Cultura                                               | João Nascimento Baptista          | 27 de setembro de 2000 a 3 de julho de 2001     |
| Ministério da Cultura                                         | Secretária/o de Estado da Cultura                                               | José Manuel Conde Rodrigues       | 4 de julho de 2001 a 6 de abril de 2002         |
| Ministério da Cultura                                         | Secretário de Estado da Comunicação Social                                      | Alberto Arons de Carvalho         | 4 de julho de 2001 a 6 de abril de 2002         |
| Ministério da Reforma do Estado e da Administração Pública    | Secretário de Estado da Administração Pública e da Modernização Administrativa  | Alexandre Rosa                    | 28 de outubro de 1999 a 6 de abril de 2002      |
| Ministério da Juventude e do Desporto                         | Secretário de Estado da Juventude                                               | Miguel Fontes                     | 18 de setembro de 2000 a 18 de dezembro de 2000 |
| Ministério da Juventude e do Desporto                         | Secretário de Estado da Juventude e do Desporto                                 | Miguel Fontes                     | 19 de dezembro de 2000 a 6 de abril de 2002     |